# Cantone di Saint-Laurent-en-Grandvaux
Il Cantone di Saint-Laurent-en-Grandvaux è una divisione amministrativa dell'arrondissement di Saint-Claude.
A seguito della riforma approvata con decreto del 17 febbraio 2014, che ha avuto attuazione dopo le elezioni dipartimentali del 2015, è passato da 15 a 73 comuni.

## Composizione
I 15 comuni facenti parte prima della riforma del 2014 erano:
- Bonlieu
- La Chaumusse
- Château-des-Prés
- Chaux-des-Prés
- La Chaux-du-Dombief
- Denezières
- Fort-du-Plasne
- Grande-Rivière
- Lac-des-Rouges-Truites
- Les Piards
- Prénovel
- Saint-Laurent-en-Grandvaux
- Saint-Maurice-Crillat
- Saint-Pierre
- Saugeot

Dal 2015 i comuni appartenenti al cantone sono i seguenti 73:
- Arsure-Arsurette
- Barésia-sur-l'Ain
- Bief-des-Maisons
- Bief-du-Fourg
- Billecul
- Boissia
- Bonlieu
- Censeau
- Cerniébaud
- Les Chalesmes
- Charcier
- Charency
- Charézier
- Château-des-Prés
- La Chaumusse
- Chaux-des-Crotenay
- Chaux-des-Prés
- La Chaux-du-Dombief
- Chevrotaine
- Clairvaux-les-Lacs
- Cogna
- Communailles-en-Montagne
- Conte
- Crans
- Cuvier
- Denezières
- Doucier
- Doye
- Entre-deux-Monts
- Esserval-Combe
- Esserval-Tartre
- La Favière
- Foncine-le-Bas
- Foncine-le-Haut
- Fontenu
- Fort-du-Plasne
- Fraroz
- La Frasnée
- Le Frasnois
- Gillois
- Grande-Rivière
- Hautecour
- Lac-des-Rouges-Truites
- Largillay-Marsonnay
- La Latette
- Longcochon
- Marigny
- Menétrux-en-Joux
- Mesnois
- Mièges
- Mignovillard
- Molpré
- Mournans-Charbonny
- Nozeroy
- Onglières
- Patornay
- Les Piards
- Les Planches-en-Montagne
- Plénise
- Plénisette
- Pont-de-Poitte
- Prénovel
- Rix
- Saffloz
- Saint-Laurent-en-Grandvaux
- Saint-Maurice-Crillat
- Saint-Pierre
- Saugeot
- Songeson
- Soucia
- Thoiria
- Uxelles
- Vertamboz